# Cinnamomum altissimum
Cinnamomum altissimum är en lagerväxtart som beskrevs av André Joseph Guillaume Henri Kostermans. Cinnamomum altissimum ingår i släktet Cinnamomum och familjen lagerväxter. Inga underarter finns listade i Catalogue of Life.